# Paul Manning
Paul Christian Manning MBE (Sutton Coldfield, 6 november 1974) is een voormalig Brits wielrenner. Manning behaalde zijn grootste resultaten in het baanwielrennen. Hij maakte deel uit van de Britse ploegen die respectievelijk in 2005, 2007 en 2008 wereldkampioen werden. Tijdens de Olympische Spelen van 2008 in Peking won Manning samen met Ed Clancy, Geraint Thomas en Bradley Wiggins de gouden medaille op de ploegenachtervolging met een nieuw wereldrecord van 3:53:314.

## Palmares

### Baanwielrennen
2000
- Wereldkampioenschap ploegenachtervolging (met Jonathan Clay, Chris Newton en Bradley Wiggins)
- Olympische Spelen ploegenachtervolging (met Bryan Steel, Chris Newton en Bradley Wiggins)

2001
- Wereldkampioenschap ploegenachtervolging (met Bradley Wiggins, Bryan Steel en Chris Newton)
- Britskampioenschap achtervolging

2002
- Wereldkampioenschap ploegenachtervolging (met Bradley Wiggins, Bryan Steel en Chris Newton)
- 1e Wereldbeker Monterrey achtervolging
- Gemenebestspelen achtervolging
- Gemenebestspelen ploegenachtervolging (met Bradley Wiggins, Bryan Steel en Chris Newton)

2003
- Wereldkampioenschap ploegenachtervolging (met Bradley Wiggins, Bryan Steel en Robert Hayles)
- Britskampioenschap achtervolging

2004
- Wereldkampioenschap Ploegenachtervolging (met Chris Newton, Bryan Steel en Robert Hayles)
- 1e wereldbeker Manchester ploegenachtervolging (met Robert Hayles, Chris Newton en Bryan Steel)
- 1e Wereldbeker Sydney achtervolging
- 1e Wereldbeker Sydney ploegenachtervolging (met Bryan Steel, Russell Downing en Robert Hayles)
- Olympische Spelen ploegenachtervolging (met Bradley Wiggins, Steven Cummings en Robert Hayles)
- Britskampioenschap achtervolging

2005
- 1e wereldbeker Manchester ploegenachtervolging (met Chris Newton, Robert Hayles en Steven Cummings)
- Wereldkampioenschap ploegenachtervolging (met Chris Newton, Robert Hayles en Steven Cummings)
- Britskampioenschap achtervolging
- Britskampioenschap puntenkoers
- 1e wereldbeker Manchester achtervolging

2006
- Gemenebestspelen achtervolging
- Gemenebestspelen ploegenachtervolging (met Steven Cummings, Robert Hayles en Chris Newton)
- Wereldkampioenschap achtervolging
- Wereldkampioenschap ploegenachtervolging (met Geraint Thomas, Robert Hayles en Steven Cummings)
- Britskampioenschap ploegenachtervolging (met Ed Clancy, Steven Cummings en Chris Newton)
- 1e Wereldbeker Moskou ploegenachtervolging (met Ed Clancy, Chris Newton en Geraint Thomas)

2007
- 1e Wereldbeker Manchester ploegenachtervolging (met Ed Clancy, Robert Hayles en Bradley Wiggins)
- Wereldkampioenschap ploegenachtervolging (met Geraint Thomas, Ed Clancy en Bradley Wiggins)
- 1e Wereldbeker Peking ploegenachtervolging (met Ed Clancy, Steven Cummings en Geraint Thomas)

2008
- 1e Wereldbeker Kopenhagen ploegenachtervolging (met Steven Burke, Ed Clancy en Geraint Thomas)
- Wereldkampioenschap ploegenachtervolging (met Ed Clancy, Bradley Wiggins en Geraint Thomas)
- Olympische Spelen ploegenachtervolging (met Ed Clancy, Geraint Thomas en Bradley Wiggins)

### Wegwielrennen
1996
- Duo Normand (met Chris Boardman)

1997
- 4e etappe deel b Ronde van Zweden

2000
- 4e etappe Omloop van Lotharingen
- 6e etappe Omloop van Lotharingen
- 4e etappe Olympia's Tour

2001
- 4e etappe deel b Ronde van Saksen
- Eindklassement FBD Insurance Rás

2002
- 6e etappe FBD Insurance Rás

2003
- 8e etappe Herald Sun Tour

2007
- 6e etappe Ronde van Groot-Brittannië

Amorison · A. Capelle · Criquielion · Cummings · De Waele · De Wilde · Habeaux · Kleynen · Lebeau · Manning · Meirhaeghe · Neirynck · Renders · Sijmens · Simon · Van Loocke · Vanlandschoot · D. Verheyen · Verstrepen · Clancy (stagiair) · Clauwaert (stagiair) · Maene (stagiair)
Amorison · Boucher · A. Capelle · Clancy · De Waele · De Wilde · Gabriel · Kleynen · Kuyckx · Lebeau · Manning · Meirhaeghe · Neirynck · Peeters · Scheirlinckx · Sijmens · Van Mechelen · Vanlandschoot · D. Verheyen · Bellemakers (stagiair) · Delfosse (stagiair) · Maene (stagiair)
Amorison · Bellemakers · Boucher · A. Capelle · Clancy · De Waele · Delfosse · Gourgue · Kleynen · Kuyckx · Manning · Meirhaeghe · Neirynck · Nys · Peeters · Scheirlinckx · Sijmens · Stannard · Steels · Van Mechelen · Cappelle (stagiair) · Coomans (stagiair) · Hanseeuw (stagiair)
1908: Jones, Kingsbury, Meredith, Payne ·
1920: Magnani, Carli, Ferrario, Giorgetti ·
1924: De Martini, Dinale, Menegazzi, Zucchetti ·
1928: Facciani, Gaioni, Lusiani, Tasselli ·
1932: Pedretti, Borsari, Cimatti, Ghilardi ·
1936: Nizerhy, Charpentier, Goujon, Lapébie ·
1948: Decanali, Adam, Blusson, Coste ·
1952: Morettini, Campana, de Rossi, Messina ·
1956: Gasparella, Domenicali, Faggin, Gandini ·
1960: Vigna, Arienti, Testa, Vallotto ·
1964: Streng, Claesges, Henrichs, Link ·
1968: Lyngemark, Olsen, Asmussen, Jensen ·
1972: Schumacher, Colombo, Haritz, Hempel ·
1976: Vonhof, Braun, Lutz, Schumacher ·
1980: Manakov, Movtsjan, Ossokin, Petrakov ·
1984: Grenda, Turtur, Nichols, Woods ·
1988: Jekimov, Kasputis, Neljoebin, Oemaras ·
1992: Fulst, Glöckner, Lehmann, Steinweg ·
1996: Capelle, Ermenault, Monin, Moreau ·
2000: Fulst, Bartko, Becke, Lehmann ·
2004: Brown, McGee, Lancaster, Roberts ·
2008: Clancy, Manning, Thomas, Wiggins · 
2012: Burke, Clancy, Kennaugh, Thomas · 
2016: Burke, Clancy, Doull, Wiggins · 
2020: Consonni, Ganna, Lamon, Milan · 
2024:  Bleddyn, Welsford, Leahy, O'Brien